# Quatre-Champs
 Quatre-Champs  là một xã ở tỉnh Ardennes, thuộc vùng Grand Est ở phía bắc nước Pháp.